# Manuel Ray
Manuel „Manolo“ Ray Rivero (* 13. Juni 1924 in Havanna; † 12. November 2013 in Puerto Rico) war ein kubanischer Bauingenieur, Widerstandskämpfer, Politiker und Unternehmer, der von Mitte der 1950er bis Ende der 1960er Jahre nacheinander gegen die Diktaturen Fulgencio Batistas und Fidel Castros kämpfte.

## Leben

### Ausbildung und erste Berufstätigkeit
Manuel Ray wuchs als Sohn des Betreibers eines kleinen Ladengeschäfts und einer Grundschullehrerin auf. Nach dem Besuch öffentlicher Schulen absolvierte er an der Universität Havanna ein fünfjähriges Studium des Bauingenieurwesens, das er 1946 abschloss. An der Hochschule war er noch nicht politisch engagiert, wurde aber als herausragender Sportler ausgezeichnet. Er erhielt eine Anstellung im kubanischen Infrastrukturministerium (Ministerio de Obras Públicas) und erlangte dort 1947 ein Stipendium für einen Master-Studiengang in den Vereinigten Staaten. Er ging an die University of Utah in Salt Lake City und kehrte 1949 nach Havanna zurück, ohne jedoch den Master abgeschlossen zu haben. Anschließend begann er, an der Universität Havanna Tragwerksplanung zu unterrichten, und übernahm die Leitung der Fachabteilung für Strukturplanung der Nationalen Entwicklungskommission Kubas. Ray war maßgeblich an verschiedenen öffentlichen und privaten Bauprojekten beteiligt, darunter als Planer und verantwortlicher Bauleiter des im Mai 1953 fertiggestellten Tunnels unter den Río Almendares in Havanna (des ersten Straßentunnels Kubas) und als Bauleiter des Großhotels Havana Hilton mit 25 Stockwerken (heute: Habana Libre, Einweihung März 1958). Um 1957 wurde er zum Präsidenten des Verbandes der Bauingenieure von Havanna gewählt.

### Kubanische Revolution
Er war ein entschiedener Gegner der diktatorischen Regierung Fulgencio Batistas (seit 1952) und übernahm im August 1957, nachdem er seinen Posten in der Nationalen Entwicklungskommission aus Protest gegen Batistas Repressionsmaßnahmen gegen die Opposition niedergelegt hatte, die Führung der „Bewegung Bürgerlicher Widerstand“ (Movimiento Resistencia Cívica, MRC). Deren Gründer, Frank País, war kurz zuvor in Santiago de Cuba getötet worden. Dieser Bewegung schlossen sich vor allem Angehörige der städtischen Mittelklasse an, die die Regierung durch Sabotage- und Terrorakte bekämpften, revolutionäre Propaganda betrieben, untergetauchten Kämpfern Verstecke boten, und parallel dazu die von den Bergen fernab der Hauptstadt kämpfenden Guerillakämpfer der Rebellenarmee mit Geld und Waffen unterstützten. Die MRC unter ihrem Generalsekretär Ray unterstützte zwar die von Fidel Castro gegründete „Bewegung des 26. Juli“ (M-26-7), mit deren städtischen Untergrundgruppen sie sich koordinierte, ebenso wie die Kämpfer der Zweiten Nationalen Front im Escambray-Gebirge Eloy Gutiérrez Menoyos, blieb aber organisatorisch eigenständig. Während des Revolutionskriegs ging er dreimal in die Sierra Maestra, wo er sich zweimal mit Castro zu Unterredungen traf. Im Frühjahr 1958, als er bereits zu den meistgesuchten Regimegegnern gehörte, arbeitete er gemeinsam mit Faustino Pérez, dem Vorsitzenden des Nationalen Vorstands des M-26-7, den Plan für einen landesweiten Generalstreik aus, der am 9. April das Land lahmlegen und, begleitet von bewaffneten Angriffen auf die Sicherheitskräfte, die Regierung stürzen sollte. Der Streik scheiterte jedoch derart, dass die Revolutionäre nicht nur zahlreiche Todesopfer und Verhaftungen zu beklagen hatten, sondern viele Überlebende ihre Widerstandsgruppen auflösen und in die von der Rebellenarmee gehaltenen Berge oder ins Exil fliehen mussten. Nachdem Batista zum Jahreswechsel 1958/59 angesichts seines geschwundenen Rückhalts seitens der Militärs und der USA sowie der beständig vorrückenden Rebellenarmee Kuba fluchtartig verließ, übertrugen die Revolutionäre um Castro Ray das Amt des Infrastrukturministers im von Premierminister José Miró Cardona angeführten Kabinett, das im Januar 1959 vom neuen Präsidenten Manuel Urrutia vereidigt wurde. Noch vor Castros triumphaler Ankunft in Havanna am 8. Januar handelte Ray gemeinsam mit zwei Vertretern des M-26-7 die Räumung des von Truppen des Directorio Revolucionario besetzten Präsidentenpalastes aus, den Urrutia daraufhin beziehen konnte.
Ray trug die in den ersten Regierungsmonaten erlassenen radikalen Gesetze und die wachsende Machtkonzentration in den Händen Castros mit, während mehrere andere Minister sowie der Präsident bereits bis Sommer 1959 entweder freiwillig zurücktraten oder aus ihren Ämtern gedrängt wurden. Als Anhänger einer demokratischen Regierungsform betrachtete er jedoch die zunehmende Übertragung von verantwortlichen Positionen an Mitglieder der moskautreuen Kommunistischen Partei mit Sorge und verließ die Regierung schließlich im November 1959 gemeinsam mit zwei weiteren langjährigen prominenten Batista-Gegnern, nachdem es in einer Kabinettssitzung zu einem heftigen Streit um die von Castro geforderte Todesstrafe für Huber Matos gekommen war, den nach Rays Ansicht zu Unrecht des Hochverrats angeklagten Major der Rebellenarmee. Matos hatte aus Protest gegen die von ihm beklagte kommunistische Unterwanderung der Regierung seinen Rücktritt als militärischer Kommandant der zentralkubanischen Provinz Camagüey erklärt. Ray zog sich zunächst ins zivile Leben zurück und nahm seine Lehrtätigkeit an der Universität wieder auf. Im Mai 1960 gründete er mit alten Kampfgefährten eine neue Widerstandsgruppe, die sich diesmal gegen den neuen Alleinherrscher Fidel Castro richtete: die „Revolutionäre Bewegung des Volkes“ (Movimiento Revolucionario del Pueblo, MRP). Er fand zahlreiche Anhänger unter früheren Mitgliedern des M-26-7, die nun Sabotageakte und bewaffnete Anschläge auf Regierungsziele ausführten, trat dabei aber im Gegensatz zu Anführern anderer Widerstandsgruppen für eine gleichzeitig demokratische und linksorientierte Politik ein, unter der viele der sozialen Maßnahmen der Regierung wie die Verstaatlichung von Schlüsselindustrien erhalten bleiben sollten. Im August 1960 trat er aus Protest gegen die Unterdrückung der akademischen Freiheit von seiner Lehrtätigkeit an der Universität zurück. Dem siebenköpfigen Vorstand des MRP, der aus dem Untergrund im Oktober ein Manifest veröffentlichte, gehörten neben Ray unter anderem die prominenten Repräsentanten der ehemaligen Orthodoxen Partei, Felipe Pazos und Raúl Chibás an, die sich ebenfalls im revolutionären Kampf gegen Batista eingesetzt und nach Castros Machtübernahme zunächst Regierungsämter übernommen hatten. Im November 1960 ging Ray mit seiner Frau und seinen fünf Kindern ins Exil nach Miami, von wo aus er seine Widerstandsaktivitäten fortsetzte.

### Exil in Florida und Puerto Rico
Von Miami aus bemühte er sich in verschiedenen lateinamerikanischen Staaten und in der schnell wachsenden Exilgemeinde um Unterstützung für den MRP in Form von Waffen, Sprengstoff und Geld. Der MRP galt als die schlagkräftigste Oppositionsgruppe auf der Insel und hatte mit dem Anschlag auf El Encanto in Havanna, das größte Warenhaus des Landes, das Ende 1959 verstaatlicht worden war, Anfang April 1961 eine seiner spektakulärsten Aktionen. Zu dieser Zeit verübte die Organisation zahlreiche Sabotageakte auf Kuba. Bereits zuvor hatte die Gruppe 18 der im Oktober 1959 gemeinsam mit ihrem Major Huber Matos verhafteten Offiziere aus der Festungshaft in La Cabaña befreit. Nur drei Wochen vor der von der CIA seit Langem vorbereiteten Invasion in der Schweinebucht im April 1961 schloss sich Ray unter dem Druck des US-Außenministeriums mit dem seit Mitte 1960 bestehenden Bündnis „Demokratische Revolutionsfront“ (Frente Revolucionario Democrático) und seinem ehemaligen Regierungskollegen Miró Cardona zu einer breiten Koalition verschiedener im Exil vertretenen Oppositionsgruppen zusammen, die sich nun „Kubanischer Revolutionsrat“ (Consejo Revolucionario Cubano) nannte. Im Hinblick auf den von allen Mitgliedern angestrebten Sturz Castros einigten sie sich auf die Bildung einer Übergangsregierung unter Vorsitz von Miró Cardona, die im Krisenfall sofort an die kubanische Öffentlichkeit treten sollte. Ray hatte anstelle von Miró Cardona seinen Vertrauten Pazos favorisiert, wurde jedoch überstimmt. Ray, dem die Verantwortung für Sabotage und Innere Angelegenheiten übertragen wurde, ließ sich in der Gründungsvereinbarung des Revolutionsrates zusichern, dass den innerkubanischen Gruppen bei jeglichem Befreiungsversuch von außen die Hauptrolle zukommen sollte. Stattdessen wurden er und andere Mitglieder des Revolutionsrates jedoch von der Invasion überrascht. Sie wurde bei starker Einbindung der CIA und unter Führung des militärisch unerfahrenen Manuel Artime weitgehend ohne vorherige Koordination mit den bereits innerhalb Kubas aktiven Widerstandsgruppen durchgeführt und endete aufgrund von mangelhafter Planung und nach Initiative der US-Regierung stark eingeschränkter Luftunterstützung bereits nach kurzer Zeit mit einer vernichtenden Niederlage für die Angreifer, während die kubanische Regierung in den Städten zehntausende Zivilisten als potenzielle Konterrevolutionäre festnehmen ließ.
Während Ray sowohl unter Vertretern führender US-Medien als auch in der Regierung Kennedy Unterstützer hatte, so war er sowohl bei den an Geld und Einfluss reichsten Exilkubanern als auch bei der CIA wegen seiner politischen Positionierung umstritten. Ray wurde vielfach vorgeworfen, er stehe für „Fidelismus ohne Fidel“ – was für viele lediglich eine Spielart des Kommunismus bedeutete, die zumindest nicht den wirtschaftlichen und politischen Präferenzen der von Castro enteigneten kubanischen und US-amerikanischen Investoren und anderer eher konservativer Kräfte entsprach, darunter der CIA-Führung. Ray sagte sich im Mai 1961 unter Protest gegen die von der CIA gebrochenen Vereinbarungen vom Revolutionsrat los und verurteilte insbesondere die Einbeziehung von Batista-Anhängern in die Invasionstruppe und die mangelnde Integration des Widerstands auf der Insel: Er sah sich und sein MRP nicht auf der Seite der Konterrevolution, sondern vielmehr als Verteidiger der demokratischen und sozialen Werte, in deren Name die Revolution gegen Batista erkämpft worden war und die Castro seit seiner Machtübernahme zugunsten der kommunistischen Alleinherrschaft aufgegeben hatte. Ray gab an, für den Kampf des MRP gegen Castro Unterstützung von jeglicher Seite akzeptieren zu wollen, außer vom Militärdiktator der Dominikanischen Republik, Rafael Trujillo. Als ihm nach seiner öffentlichen Kritik an der Durchführung der Invasion jedoch von der CIA jegliche Unterstützung entzogen wurde, sah er sich ebenso wie die übrigen Führungsmitglieder im Exil zum Rückzug aus dem MRP gezwungen und siedelte im Herbst 1961 auf Einladung des Gouverneurs Luis Muñoz Marín nach Puerto Rico über, wo er eine Anstellung im Entwicklungsrat der Insel erhielt.
Von Puerto Rico aus gründete er im Frühjahr 1962 den „Revolutionsrat“ (Junta Revolucionaria, JURE), der sowohl politisch aktiv war, indem er z. B. den US-Behörden Hinweise auf potenzielle Überläufer des Castro-Regimes gab, als auch einen militärischen Arm aufbaute, der in der Folge unabhängig von anderen Gruppen und von der US-Regierung eigene Kommando-Aktionen durchführte. Ray reiste in zahlreiche lateinamerikanische Staaten, um bei den Regierungen für Unterstützung für seine Organisation im Kampf gegen Castro zu werben. Im Mai 1963 erklärte er vor mehreren Tausend kubanischen Exilanten, innerhalb eines Jahres werde er entweder nach Kuba eindringen, um dort gegen Castro zu kämpfen, oder bei dem Versuch sein Leben verlieren. Ende Mai 1964 scheiterte der mehrfach verzögerte Expeditionsversuch Rays nach Kuba auf halbem Weg, als er von der britischen Küstenwache in der Nähe einer Insel der Bahamas auf einer Yacht gemeinsam mit weiteren Personen aufgegriffen und anschließend in die USA abgeschoben wurde. Zuvor hatte die US-Küstenwache die britischen Behörden auf die Expeditionäre hingewiesen. Noch von Nassau aus erneuerte er sein öffentliches Versprechen, innerhalb von Tagen als bewaffneter Kämpfer nach Kuba zu gelangen. Die US-Behörden rieten ihm, auf weitere Aktionen von US-Territorium aus künftig zu verzichten – nach einem 1964 an einem Motordefekt gescheiterten weiteren Expeditionsversuch auf dem Seeweg gab er seine bewaffneten Widerstandsambitionen schließlich auf. JURE löste sich in der Folge allmählich auf, auch wenn Ray weiterhin innerhalb der exilkubanischen Gemeinschaft politisch aktiv blieb. 1969 rief er zu einem Exilkongress auf und gründete 1972 eine neue Organisation, die „Revolutionäre Volkspartei“ (Partido Revolucionario del Pueblo), die jedoch nicht den von ihm erhofften Zulauf erhielt. Er engagierte sich zusätzlich im gesellschaftlichen und politischen Leben Puerto Ricos und wurde hierfür im Jahr 2000 von dessen Regierung mit der „Luis-Muñoz-Marín-Medaille“ ausgezeichnet.
1967 hatte er in Puerto Rico mit einem Geschäftspartner ein Bauingenieurbüro gegründet, dem er sich hauptberuflich widmete bis ihn ein Schlaganfall 1997 zum schrittweisen Rückzug zwang und er die Leitung des inzwischen unter „Ray Architects & Engineers“ firmierenden, international tätigen Unternehmens schließlich an seinen Sohn Pedro übergab.